# I. Takelot
I. Takelot (uralkodói nevén Hedzsheperré Szetepenré) az ókori egyiptomi XXII. dinasztia egyik uralkodója volt. Uralkodása viszonylag rövid volt apja, I. Oszorkon és fia, II. Oszorkon több évtizedes uralkodásához képest.

## Uralkodása
I. Oszorkon fáraó és Tasedhonszu királyné fia volt; Manethón szerint tizenhárom évig uralkodott Egyiptom felett. Felesége Kapesz királyné volt, fia II. Oszorkon. Eleinte kevéssé ismert fáraónak hitték, mivel Taniszban, a dinasztia fővárosában, sőt, egész Alsó-Egyiptomban kevés helyen említették a nevét, leszámítva a híres Paszenhór-sztélét, amely V. Sesonk 37. uralkodási évében készült. Az 1980-as évek óta azonban az egyiptológusok számos, korábban II. Takelotnak tulajdonított műemlékről kiderítették, hogy valójában őt említi, többek közt egy bubasztiszi sztélét, melyet a 9. uralkodási évre datáltak, egy másik, szintén bubasztiszi sztélét (ma Berlinben), egy, a korábbi Grant-gyűjteményben lévő töredéket, valamint egy részben kirabolt taniszi királysírt, melyet Karl Jansen-Winkeln azonosított az ő sírjaként 1987-ben. I. és II. Takelot is a Hedzsheperré Szetepenré uralkodói nevet használta, a fő különbség az, hogy I. Takelot sosem használta a thébai ihletésű Szi-Észe („Ízisz fia”) jelzőt nevében. I. Takelot emellett nevének második t betűjét a Gardiner-lista szerinti U33 jellel írta, II. és III. Takelot pedig a X1, illetve V13 jellel. Az, hogy több, korábban II. Takelotnak tulajdonított műemléket is I. Takelotnak tulajdonítanak, befolyásolta a memphiszi Ptah-főpapok kronológiáját is; egy Merenptah nevű főpap neve és egy eddig II. Takelotnak tulajdonított kártus szerepel egy kőtömbön; mivel a kártust most már I. Takeloténak tulajdonítják, ez azt jelenti, az illető főpap korábban élt, mint eddig gondolták.
Takelot hatalmát Felső-Egyiptomban nem teljesen ismerték el; Thébában Harsziésze vagy egy másik helyi uralkodó állt szemben vele. Thébában számos, a Nílus vízszintjét rögzítő szöveg említi I. Oszorkon fiait – Iuwlotot és III. Neszubanebdzsedet, Ámon főpapjait – egy meg nem nevezett király 5., 8. és 14. uralkodási évében; ez a király csak I. Takelot lehet, mivel ő a testvérük volt. Szokatlan, hogy a szövegek nem azonosítják magát az uralkodót; ez utalhat arra, hogy I. Oszorkon halálát követően vita tört ki a trónutódlásról Felső-Egyiptomban, így Takelot hatalma nem terjedt ki a területre. Riválisa Harsziésze – aki Sesonk Ámon-főpap fiaként, I. Oszorkon unokájaként formált jogot a trónra –, vagy egy Maatheperré Sesonk nevű, feltételezett uralkodó lehetett. A thébai papság igyekezett elkerülni az állásfoglalást a vitában, így szándékosan kihagyták a király nevét, ahelyett, hogy eldöntenék, melyikük oldalára állnak. A helyzet II. Oszorkon alatt megoldódott, őt ugyanis 12. uralkodási évében említik ezek a szövegek.

## Sírja
Azt, hogy a Taniszban talált királysír I. Takeloté, már régóta sejteni lehetett abból, hogy az itt talált tárgyak említik szülei nevét: egy arany karkötőn (Kairó, JE 72199) és egy alabástromedényen (Kairó, JE 86962) I. Oszorkon, egy usébtin pedig Tasedhonszu neve áll. Emellett egy, a király sírjában talált szívszkarabeuszon a Takelot Meriamon név szerepelt, a II. Takelot által használt Szi-Észe név nélkül. Ezt a közvetett bizonyítékot Karl Jansen-Winkeln is megerősítette 1987-ben; a sír falainak számos feliratának vizsgálatával minden kétséget kizáróan bebizonyította, hogy az itt eltemetett személy csak I. Takelot lehet, II. Oszorkon apja. Jansen-Winkeln következtetéseit mára elfogadták az egyiptológusok, köztük Kenneth Kitchen is. II. Oszorkon sírjában egy felirat tanúsítja, hogy a sírt „Felső- és Alsó-Egyiptom királya, a Két Föld ura, Uszermaatré Szetepenamon, Ré fia, a koronák ura, Oszorkon Meriamon [készíttette] az Ozirisz [=elhunyt] király, Takelot Meriamon [elhelyezésére]”, efölé II. Oszorkon kártusát faragták, mellé feliratot, mely szerint ő temette újra apját. Ez nyilvánvalóvá teszi, hogy II. Oszorkon temette újra apját a taniszi királysír-komplexumban. Takelot végső nyughelye fia, Oszorkon fiának harmadik kamrája, ami azt jelenti, Oszorkon saját sírjában temette el apját. Takelot szarkofágja egy középbirodalmi, uszurpált szarkofág, melyre felvésték a király kártusát.

## Fordítás
- Ez a szócikk részben vagy egészben  a   Takelot I című angol Wikipédia-szócikk ezen változatának fordításán alapul.  Az eredeti cikk szerkesztőit annak laptörténete sorolja fel. Ez a jelzés csupán a megfogalmazás eredetét és a szerzői jogokat jelzi, nem szolgál a cikkben szereplő információk forrásmegjelöléseként.